# Grad Hoensbroek
Grad Hoensbroek (nizozemsko Kasteel Hoensbroek, Kasteel Gebrook, Gebrookhoes; limburgisch Kesjtieël Gebrook) je eden največjih gradov na Nizozemskem. Nahaja se v občini Heerlen trškem naselju Hoensbroek na jugovzhodu province Limburg. Vodni grad je sestavljen iz graščine in dveh zunanjih gradov. Zgrajen je bil v več gradbenih fazah. Od prvotne stavbe, ki sega v sredino 13. stoletja so ostali le temelji. Najstarejši ohranjeni del je okrogel stolp na vzhodnem vogalu graščine, ki je bil zgrajen od leta 1360. Današnjo podobo je grad dobil v 17. in 18. stoletju.
Stavba je bila v uporabi od srednjega veka do 18. stoletja kot izvorni sedež limburške plemiške družine Hoensbroech. Danes je to mestni muzej in večina prostorov je opremljenih z zgodovinskim pohištvom in si jih je mogoče ogledati. Ena od dvoran dvorca služi kot uradno prizorišče poroke občine Heerlen.

## Ime gradu
Ime gradu in kraja Hoensbroek izvira iz nizozemskega imena broek za močvirje. Vas, ki leži na močvirnatem območju, ki ga prečkajo potoki Geleenbeek, Molenbeek in Auvermoer, se je prvotno imenovala Gebrook, Gebroek  ali Ingenbrouck. Dvorec zunaj vasi se je zato imenovalGebrookhoes.
Potem ko je vitez Herman Hoen leta 1388 prejel kraj Gebrook v dar, je tam živeča linija dodala kraj svojemu imenu, da bi se razlikovala od drugih linij družine Hoen, in se imenovala Hoen tzo Broeck, Hoen van den Broeck  in končno van Hoensbroeck. Ime Hoensbroek se je nato preneslo na grad in mesto. Toda staro ime Gebrookhoes  ali Kasteel Gebrook je še vedno v uporabi, zlasti v Limburgu, kjer se nahaja grad Kesjtieël Gebrook, se vas še vedno imenuje Gebrook.

## Lega
Grad se nahaja na jugozahodu Hoensbroeka približno en kilometer od trškega naselja. Okrožje Terschuren je približno 500 metrov severozahodno od gradu. Od središča mesta Heerlen je približno šest kilometrov.
Vodni grad je obdan s parkom. Poleg grajskega ribnika, v katerem stoji graščina, se nahaja Droomvijver (Sanjski ribnik), ki je precej večji od grajskega ribnika. Avtocesta 76 poteka le nekaj sto metrov južno od parka, vmes pa čistilna naprava.

## Stavba
Kompleks gosposke palače je razdeljen na tri glavne strukture: dva zunanja obora (preddvorje in spodnje dvorišče) in dejansko graščino. Ta stoji v ribniku in je dostopna le po mostu. Zunanji predgradje je obdano z jarkom, katerega severni del je poraščen s trstičjem.

### Predgradje
Prvi (zunanji) obor sestavljajo tri podolgovate gospodarske stavbe, ki imajo približno pravokotno notranje dvorišče okoli 35 × 20 metrov na tri strani. Dolga os kmetije poteka približno od jugozahoda proti severovzhodu. Severozahodni podolžni in severovzhodni prečni trakt sta dvonadstropna z dvokapno streho, jugozahodni prečni trakt pa je samo enonadstropen in ima štirikapno streho. Portalna stavba, do katere vodi most čez jarek, se nahaja blizu južnega konca severozahodnega vzdolžnega trakta in je le malo višja od njega. Ima štirikapno streho, ki prav tako le malo štrli nad dvokapnico vzdolžnega trakta. Dolga stranica trga na jugovzhodni strani je odprta proti ribniku. Blizu severovzhodnega konca prvega dvorišča vodi most čez vodo do portalnega stolpa drugega zunanjega obora. Jugozahodno od zunanjega obora je med jarkom in grajskim ribnikom okoli 20 × 30 metrov velika zelenica, ki je bila nekoč tako imenovani mali grajski vrt, kjer so gojili zelenjavo, sadje in zelišča. Od južnega konca tega nekdanjega vrta se razprostira okoli pet do deset metrov široko in skoraj 100 metrov dolg rt med prekopom in grajskim ribnikom proti jugozahodu, tako da se prekop le na južnem vogalu izliva v ribnik. Na vogalu, kjer se jarek zalomi proti jugovzhodu, je vrtna hiša, dvonadstropna stavba kvadratnega tlorisa s koničasto upognjeno čelado. Na njenem vzhodnem vogalu je okrogel stolp s stožčasto streho. Hiša je znana tudi kot kužni stolp.
- Zgradba mostu in portalna zgradba zunanjega obora
- Notranje dvorišče zunanjega obora
- Notranje dvorišče s pogledom na portalni stolp notranjega obora
- Vrtna hisa

Drugi (notranji) zunanji obor je prav tako trikrilni kompleks podolgovatih gospodarskih poslopij. S treh strani zapira skoraj pravokotno dvorišče s približno 35 × 20 metrov površine, ki poteka približno pravokotno na notranje dvorišče prvega zunanjega obora. Severovzhodni podolžni trakt ter oba prečna trakta na severozahodu in jugovzhodu so nadstropni in dvokapni. Portalni stolp, znan tudi kot varilnica piva, se nahaja blizu južnega konca severozahodnega križnega trakta. Je eno nadstropje višje od krilnih stavb in ima štirikapno streho, na kateri stoji čebulasti strešni stolpič. Dolga stranica trga na jugozahodni strani je odprta proti ribniku. Blizu jugovzhodnega konca te strani vodi do dvorca še tretji most. Ta kamniti most je zasnovan kot ločevalni most s tremi zalivi in je dolg približno 13 metrov. Konča se približno tri metre pred graščino, zadnji del je prepet lesen dvižni most. Na prečni strani drugega notranjega dvorišča nasproti portalnega stolpa vodijo vrtna vrata na zelenico, ki je še znotraj jarka. Pred severovzhodnim vzdolžnim krilom drugega zunanjega obora tvori pas okoli 30 × 100 metrov, pred jugovzhodnim križnim traktom površina okoli 70 × 80 metrov. Tam je bil tako imenovani veliki grajski vrt, kjer so gojili tudi zelenjavo, sadje in zelišča.
- Konstrukcija notranjega portalnega obora
- Dvorišče notranjega obora
- Gospodarsko poslopje v notranjem oboru
- Jugovzhodni trakt z vrtnimi vrati

### Dvorec/ palacij
Graščina je štirikrilna stavba s približno 16 × 10 metrov pravokotno notranje dvorišče, ki je vzporedno z notranjim dvoriščem drugega zunanjega obora. Portalna stavba na severovzhodni strani kompleksa, do katere vodi kamniti most, je dvonadstropna stavba z dvokapno streho in je dolga približno deset metrov in široka približno pet metrov. V njenem središču je portal, na katerega je pritrjen dvižni most in skozi katerega približno 2,50 meter širok prehod vodi na notranje dvorišče. Na strani portalne stavbe sta dva trinadstropna stolpa z osnovno površino okoli 7,50 m × 7,50 metrov ob strani, ki imajo čebulaste kapuce in se imenujejo tudi čelni stolpi zaradi njihove lege na vhodnem sprednjem delu.
Dve stranski traktni stavbi mejita na sprednje stolpe. So dvonadstropne in imajo štirikapne strehe. Stavba levega (jugovzhodnega) trakta ima tlorisno površino okoli 19 × 15 metrov, desna (severozahodna) okoli 17.50 × 11 metrov. Na zadnji strani notranjega dvorišča sta traktna poslopja povezana s približno pet metrov širokim traktom, katerega pritličje zavzema stebriščna galerija iz toskanskih stebrov in košarastih lokov, ki se odpira na notranje dvorišče. Z notranjega dvorišča v grad vodi več vrat. Na severozahodni strani vodi stopnišče v pogreznjen hodnik pred kletjo traktnega poslopja, kjer je danes glavni vhod za obiskovalce gradu. Na desni stopnišče vodi šest stopnic do vrat v desnem sprednjem stolpu. V jugovzhodni trakt vodijo manjša pravokotna vrata v levem vogalu in desno od sredine portal z dvokrilnimi obokanimi vrati. Na obeh straneh oboka so tudi vhodi v sosednje traktne stavbe. Sredi zadnje stene loka vodijo dvokrilna obokana vrata v grajsko kapelo, ki obsega približno 3 × 4 metre veliko sobo z apsido in štrli z jugozahodnega pročelja gradu v ribnik.

Na zahodnem vogalu severozahodnega trakta je okrogel stolp s premerom 9,50 metrov. Njegovi zidovi so debeli približno tri metre. Ta stolp sega v 14. stoletje in je najstarejši ohranjeni del gradu. Nosi osmerokoten, koničast vrh s čebulastim vrhom. Na južnem vogalu jugovzhodnega trakta je tudi stolp, ki pa ima pravokoten tloris 9,50 × 8 metrov in ima osmerokoten, koničast vrh s polkroglastim koncem. Oba stolpa sta približno 60 metrov visoka. Tako vsako od obeh traktov diagonalno flankirata dva stolpa: nižja s čebulastimi kupolami flankirata vratno poslopje na severovzhodni strani gradu, višja z upognjeno čelado tvorita stranska zaključka jugozahodne fasade obrnjen proti ribniku.
- Graščina z jugozahodne strani (vodna stran)
- Graščina s severovzhoda (vhodna stran)
- Portal z dvižnim mostom
- notranje dvorišče - terasa

## Notranjost
Več kot 40 prostorov v gradu je opremljeno z zgodovinskim pohištvom in si jih lahko ogledate med ogledom gradu. Druge sobe služijo kot pisarniški prostor in niso odprte za javnost. Inventarji iz 17. stoletja se poleg takratne opreme prenašajo tudi imena sob.

Največji prostor v gradu, plesna dvorana in zelena soba, se nahajata v severozahodnem traktu graščine, ki je iz 18. stoletja. Plesna dvorana v pritličju (''sael'' ) se razteza čez celotno krilo in je velika približno 10 × 7 metrov. Severovzhodno od nje sta dva predprostora (''neffens den sael''), skozi katera se dostopa v pritličje desnega sprednjega stolpa. Tam je bila jedilnica (''eetsael'' ) grajske gospode. Je eden od dveh prostorov v gradu s stropno poslikavo. Stropna poslikava prikazuje boginjo Venero s palmovo vejo, labodom in obrednim vozom. Na drugi strani jedilnice vodijo vrata v kabinet (kabinet), ki je že v pritličju portalne stavbe. Tam stropna slika prikazuje lovski prizor z boginjo Diano. Jugozahodno od plesne dvorane vodi monumentalno stopnišče (de groote trap) v druga nadstropja trakta. Tam je galerija prednikov družine Hoensbroech. Zelena soba (groene kamer) nad plesno dvorano v prvem nadstropju je enakih dimenzij kot ta. Bila je spalnica grajske gospode in je dobila ime po zeleni postelji z baldahinom, ki stoji tam. Tudi stenska obloga je v celoti zelena. V kleti pod plesno dvorano je kuhinja (kelderkeucken). Njen rebrasti obok sloni na dveh toskanskih stebrih sredi prostora. Prostor ob kuhinji (neffens de keucken, ki je prej služil kot bivalni prostor za osebje, je danes izhodišče za oglede gradu.
- Kletna kuhinja
- Stopnišče z rodovno galerijo
- Plesna dvorana
- Stropne poslikave v jedilnici

Srednjeveški okrogel stolp iz 14. stoletja je viden tudi s stopnišča v severozahodnem traktu, v katerem ozko spiralno stopnišče znotraj tri metre debelih sten povezuje posamezne etaže. V kleti stolpa je ječa brez oken (gevangeniscel) s tramovnim stropom. Ta celica sprejema svetlobo in zrak le skozi ozko lino v debeli zunanji steni. Nad tem je soba s kupolastim obokom (steynen kamer). Ozek hodnik povezuje prostor s stopniščem severozahodnega trakta. Drugi hodnik vodi do stranišča (gemaak) na zunanji steni stolpa. Skozi zunanjo steno stolpa vodita do oken dva nizka jaška. V enem od teh jaškov je zidana klop. Velika niša v steni služi kot kamin, v manjših nišah pa lahko pospravimo predmete. Podobno so zasnovani tudi prostori v drugih nadstropjih stolpa. Tudi prostor v prvem nadstropju (boven op den alten toorncamer) je preko hodnika povezan s stopniščem severozahodnega trakta. Služila je kot stražarnica za opazovanje okolice in kot bivalni prostor v času miru. Do oken vodijo trije jaški z zidanimi klopmi. Odprtina v stropu je bila uporabljena za vlečenje predmetov, ki jih ni bilo mogoče prenašati po spiralnem stopnišču. Zgornja soba okroglega stolpa je 42 metrov nad vodno gladino in ima vdolbine za obrambo stolpa.
- Soba v pritličju
- Kletna ječa
- Okenska niša z zidano klopjo
- Stranišče

Glavni portal jugovzhodnega trakta z nekaj stopnicami, ki vodijo do dvokrilnih obokanih vrat, se nahaja ob južnem vogalu notranjega dvorišča na desni strani dvoriščne fasade. Za vrati je hodnik (vorhuys, vorsael), iz katerega vodijo vrata v sosednje prostore. Jugozahodno od hodnika stopnišče povezuje ostala nadstropja trakta. Največji prostor v pritličju je velika dvorana (groot salet), ki je služila kot jedilnica. Nahaja se v vzhodnem kotu krila in je približno 9 × 5,50 metrov velika. V sobi sta dve loputi za serviranje: ena iz kuhinje in ena iz sobe s pijačo. Nad kaminom je zavezniški grb naročnika Adriana von Hoensbroecha in njegove žene Izabele von Loë. Vrata vodijo v sobo v pritličju levega sprednjega stolpa (kamer in de cleynen toren). Včasih se je imenovala Mijnheers camer (Gospodova soba) in je bila verjetno zasebna soba graditelja Adriana. Nad ognjiščem je izobešen grb rodbine Hoensbroech. Ob veliki dvorani, med hodnikom in levim sprednjim stolpom, je zdaj dvigalo. Tam je bila nekoč soba za pijačo (bottelrye), kjer so shranjevali vinske steklenice ter jedilno posodo in jedilni pribor. Jugozahodno od velike dvorane je kuhinja (keuken) z odprtim ognjiščem. Odprtina v tleh je služila za odlaganje odpadkov v grajski ribnik. V desnem zadnjem vogalu vodijo vrata v shrambo (speul), ki je bila tudi skladišče. Mala dvorana (cleyn salet) na jugozahodnem koncu trakta je prav tako dostopna s hodnika. Ta prostor je verjetno služil kot delovna soba upravnika posesti, ki je v službi grajske gospode vodil posestno gospodarstvo. Iz te sobe je bila tudi loputa iz kuhinje. Iz male veže vodijo vrata v prostor v pritličju velikega pravokotnega stolpa (onder in de groeten toren). Lotar Frans Willem, zadnji gospodar Hoensbroeka, je tam umrl leta 1796. V steni med Malo dvorano in stolpom je stopnišče, katerega dno skriva omara, vodi v skrivno sobo, garderobbe achter de groten toren  (garderoba za velikim stolpom) ali het camerke bovens de speul (majhna soba nad pomivalnico). Leži med stropom pomivalnice in tlemi prvega nadstropja. Namen te skrivne sobe ni znan. Po popisu iz leta 1653 so bili v njej postelja, miza in okrasni stol.
- Velika dvorana
- Kuhinja
- Soba v levem sprednjem stolpu
- Soba v velikem kvadratnem stolpu

Tloris prvega nadstropja ustreza tlorisu pritličja. Sobe so zato včasih preprosto poimenovane po tistih pod njimi, npr. B. nad veliko ali malo vežo ali kuhinjo (boven het groot salet/het cleyn salet/de keuken). Stopnišče najprej vodi v hodnik z vrati v sosednje sobe. Te so uporabljali v 17. stoletju pretežno kot spalnice. Največji prostor je nad Veliko dvorano (boven het groot salet) in je enakih dimenzij. Vrata vodijo v sobo v prvem nadstropju levega sprednjega stolpa (op den cleynen toren). Na črnem kaminu sta pritrjena grba Adriaanovih staršev, na levi grb njegovega očeta Ulriha von Hoensbroecha, na desni grb njegove mačehe Katarine iz družine Spies Büllesheimskih pri Schweinheimu. Ta prostor je z dvojimi vrati ena poleg drugih povezan s sobo za služabnika (camerdynaer), ki je že v prvem nadstropju vratne stavbe. S hodnika se vstopi v prostor nad kuhinjo (boven de keuken), ki je postavljen kot lovska soba. Med okni visijo puške, na stenah pa lovske trofeje. Vrata vodijo v sobo poleg nje skozi pomivalno in skrivno sobo (op de garderobbe). Iz veže se pride tudi v prostor nad Malo dvorano (boven het cleyn salet), iz katerega vodijo vrata v prostor v prvem nadstropju velikega pravokotnega stolpa (op den groten toren).
- Poročna soba nad Veliko dvorano
- Dvorana s stopniščem
- Soba v levem sprednjem stolpu
- Lovska soba nad kuhinjo

V drugem nadstropju je veliko podstrešje (grote zolder). Strešna konstrukcija je bila prvotno izdelana brez žebljev, samo z zabijanjem, žeblji so bili uporabljeni le pri obnovi. Na velikem podstrešju se nahajajo mehanizmi za uro in zvonec. Od tam lahko pridete tudi do prostorov v drugem nadstropju levega sprednjega stolpa in velikega pravokotnega stolpa.
Prostori v kleti so razporejeni podobno kot v pritličju in nadstropju. Pod majhnimi okni ima obzidje utore za obrambo gradu. Kletni prostori so služili kot skladišče. Inventar iz leta 1682 omenja mlekalnice, maslnice, pivske sode in sode za meso. V prostoru pod pomivalnico je vodnjak, v katerega so skozi talno loputo v vedrih spuščali hitro pokvarljivo hrano, da bi jo z ohlajanjem z vodo podaljšali.
Prostori za služabnike se nahajajo v povezovalnih stavbah med obema kriloma. Prostori za višje osebje so v prvem nadstropju portirnice in imajo majhna odprta ognjišča. Prostori za nižje osebje so v prvem nadstropju zadnje stavbe nad arkado (op de gellerie) in nimajo kaminov. V treh sobah nad arkado je bilo sedem spalnih mest za osebje. Nad temi prostori je malo podstrešje (cleyne zolder).
V ribnik štrleča soba na zadnji strani arkade, v kateri je danes grajska kapela, je prvotno služila drugim namenom. V srednjem veku je bila kapela v severozahodnem traktu prejšnje stavbe. Po propadu leta 1717 so kapelo okoli leta 1720 postavili na sedanjem mestu.
- Veliko podstrešje
- Dobro hlajenje v kleti
- Soba za služabnike
- kapela

## Zgodovina

### Zgodovina gradnje
Med obnovitvenimi deli na gradu v 20. stoletju so našli temelje iz petih različnih obdobij, ki pričajo, da je današnji grad nastal v petih zaporednih gradbenih fazah, ki so razpotegnjene skoraj 500 let.

#### Prva gradbena faza (okoli 1250)
Okoli leta 1250 je bila na mestu, ki ga danes zavzemata notranje dvorišče in zadnji povezovalni trakt graščine, zgrajeno gosposko bivališče palacij. Imel je pravokoten tloris približno 18,85 × 16 metrov. Debelina njenih temeljev je bila od 1 do 1,5 metra, zunanje stene stavbe pa verjetno niso bile tako debele. Obzidje, ki obdaja notranje dvorišče, zdaj stoji na temeljih te gradnje. Obokana klet, ki je bila že nad gladino vode, je imela klinaste utore, skozi katere je bilo mogoče braniti hišo. Na vzhodnem vogalu hiše je verjetno stal okrogel stolp.

#### Druga gradbena faza (od 1360)
Po več kot 100 letih so utrjeno hišo prvič razširili. Medtem ko nekateri avtorji navajajo, da je bil graditelj vitez Herman Hoen in njegova žena Cecilija Borneška ter obdobje gradnje od 1360 do 1368, drugi pripisujejo razširitev Hermanovemu sinu Nikolasu II. in s tem v začetek 15. stoletja.
Širitev je obsegala pravokotno stavbo in mogočen okrogel stolp na njenem zahodnem vogalu. Pravokotna stavba je imela tloris okoli 16 × 10 metrov in neposredno povezan s severozahodno fasado stare utrjene hiše. Njegovi temelji iz laporja so debeli od 2 do 2,35 metra. Na okroglem stolpu v zahodnem vogalu lahko vidite osem prekrivajočih se obročev v zidu, ki so povezani z osmimi leti gradnje od 1360 do 1368. Vendar je ta razlaga sporna. Okrogli stolp je imel prvotno obrambno ploščad, odprto obzidje in obzidje na vrhu. Iz zazidanega, a še dobro vidnega prehoda v drugem nadstropju okroglega stolpa je razvidno, da je bila srednjeveška stavba višja od današnjega severozahodnega trakta graščine.

#### Tretja gradbena faza (15.–16. st.)
Pred severovzhodno fasado je ločnica med staro stavbo iz 13. stoletja in prizidek iz 14. stoletja zgrajen stolp nad kvadratnim tlorisom. Bil je enakih dimenzij kot današnji desni čelni stolp, vendar so ostali le njegovi temelji. Zaradi pomanjkanja pisnih dokumentov je to stavbo mogoče datirati le v sredino 15. stoletja do konca 16. stoletja lahko datiramo, torej v čas, ko sta na gradu živeli dve razdeljeni družinski liniji. Zaradi netočne datacije tudi ni jasno, kdo je dal zgraditi stolp.

#### Četrta gradbena faza (od 1640)
Potem ko je bil Adriaan von und zu Hoensbroech leta 1635 povzdignjen v status cesarskega barona, je dal srednjeveško zgradbo preurediti v reprezentativen renesančni grad po načrtih Matthieuja Dousina . Leta 1640 so začeli graditi dva zunanja obora z gospodarskimi poslopji. Tam so bili med drugim hlev za konje, hlev za krave, prašičnjak, hlev, v katerem so shranjevali izkupiček od desetine, pivovarna in furman za kočije.
Leta 1643 se je začela predelava graščine v štirikrilni palačni kompleks. Velik del preostalih komponent je mogoče izslediti nazaj do te pretvorbe. Da bi ustvarili prostor za dvorišče, so prvotno stavbo iz 13. stoletja popolnoma porušili. Nato so bili zgrajeni portalna stavba, levi sprednji stolp, jugovzhodni trakt, kvadratni stolp na njegovem južnem vogalu in povezovalni trakt z obokom na zadnji strani dvorišča. Širitvena dela so bila končana leta 1656.

#### Peta gradbena faza (okoli 1720)
Leta 1717 so porušili srednjeveški severozahodni trakt. Kdaj točno je bila prezidava izvedena, ni gotovo, verjetno okoli leta 1720. Prav tako ni jasno, kdo je pobudnik obnove. Takrat je bil grajski gospod Johan Willem Adriaan. Vendar je živel na haaškem gradu, medtem ko se je njegov sin Frans Arnold Adriaan po poroki okoli leta 1720 naselil v gradu Hoensbroek. Frans Arnold Adriaan je zato bolj očiten kot graditelj.
Ob rekonstrukciji je bil severozahodni trakt povečan na sedanjo izmero 17,50 × 11,50 metrov. V slogu tistega časa je bila fasada opremljena z velikimi okni, ki so v notranjost prepuščala veliko svetlobe. Slogovno se na stavbi kaže francoski vpliv. Ker je opeka desnega čelnega stolpa iste vrste kot opeka severozahodnega trakta, se domneva, da je bil porušen skupaj z ostanki krilne konstrukcije in na starih temeljih prezidan v enakih dimenzijah.

### Slogovne dobe
- Renesančni trakt, 17. stoletje
- Baročno krilo, 18. stoletje

Preostali deli stavbe v bistvu pripadajo trem stilnim obdobjem:
- Iz srednjega veka je ostal le okrogel stolp na zahodnem vogalu. Ostali srednjeveški deli stavbe so bili ob poznejših prenovah porušeni ali bistveno spremenjeni.
- Levi del gradu (portalna stavba, levi sprednji stolp, jugovzhodni trakt, kvadratni stolp na južnem vogalu, zadnji povezovalni trakt s kapelo) je zgrajen v renesančnem slogu.
- Severozahodni trakt in desni sprednji stolp kažeta baročni slog.

Razlika med renesančnim in baročnim delom je jasno vidna na severovzhodni fasadi (dostopna stran) in na jugozahodni fasadi (stran ribnika). To postane še posebej jasno, če primerjamo dvoriščne fasade 17. stoletja jugovzhodni trakt je renesančno zasnovan, baročni severozahodni trakt pa iz 18. stoletja.
Dvoriščna pročelja jugovzhodnega trakta, portalna stavba in povezovalni trakt na zadnji strani so izdelani iz izmenjujočih se plasti opeke in naravnega kamna, apnenca Namur Meuse (modri kamen), in so zato značilni za Maaslandsko renesanso. Horizontalni pasovi, ki jih tvori modri kamen, potekajo v višini zgornjega in spodnjega roba okna ter na sredini okna. Visoka okna iz osvinčenega stekla so razdeljena na dvoje s kamnitim pasom; njihov spodnji del se lahko zapre z rdeče-rjavo pobarvanim polknom.
V baročnem severozahodnem traktu potekajo pasovi modrega kamna le v višini spodnjega roba okna, zaradi česar so stene videti bolj ploščate. Uporabljena opeka je lažja kot v renesančnem delu gradu. Mrežna okna s klinastimi kamnitimi zatrepi v slogu francoskega baroka so bistveno širša od starih oken.

### Grajska gospoda
Gospodje gradu Hoensbroek so bili več stoletij člani družine Hoen, pozneje imenovane Hoensbroech. Ni znanih virov o prvotnih graditeljih Gebrookhausa. Prav tako ni jasno, kako dolgo ima družina Hoen v lasti grad. Vitez Nikolas Hoen, župan mesta Maastricht in prvi v gotovi liniji družine Hoen, je imel že leta 1370 v lasti mlin v bližini gradu, Drakenmolen (Zmajev mlin). Leta 1388 je Nikolasov sin Herman prejel mesto Gebrook kot darilo od vojvodinje Johane Brabantske in Limburške za svoje zasluge v bojih proti vojvodoma Jüliha in Gelderna, ki je bilo takrat ločeno od dežele Heerlener. Ni jasno, ali je imela družina Hoen hišo že v lasti, preden so jo prejeli kot darilo, ali pa so jo prejeli skupaj s hišo. Prav tako ni jasno, ali prvi prizidek utrjene hiše, ki je obstajala v tistem času, izvira iz Hermana ali njegovega sina Nikolaja II.
Sinovi Nikolaja II., Herman II. in Johan, sta si razdelila gospostvo in grad. Ena linija je naseljevala stari del iz 13. stoletja, druga novi del. Linije so bile imenovane de Hoens op den Zaal ali de Hoens van de Zaal (Hoens v/iz dvorane) in de Hoens op de Keuken ali de Hoens van de Keuken (Hoens v/iz kuhinje). Ulrik iz rodu op den Zaal je leta 1612 kupil polovico gradu od Reinierja iz rodu op de Keuken. Od takrat je grad naseljen le še iz rodu op den Zaal, ki se zato šteje za dejanske gospodarje gradu Hoensbroek. Njihova linija se je prenašala brez presledka, medtem ko je linija op de Keuken nepopolna. 
Družina se je pod Ulrikovim sinom Adriaanom von und zu Hoensbroechom, ki je bil leta 1635 povzdignjen v status cesarskega barona, povzpela do plemstva. Že leta 1618 je od strica podedoval grad Haag v Geldernu, ki je v 18. stoletju nadomestil grad Hoensbroek kot sedež prednikov družine. Prevzel je tudi dedno službo maršala vojvodine Geldern, ki je bila povezana z grajsko posestjo. Pod njim je bil grad Hoensbroek razširjen in prezidan, saj v bistvu obstaja še danes. Adriaanov sin Arnold Adriaan je leta 1675 kot španski odposlanec postal špansko-nizozemski markiz.
V 18. stoletju je v gradu le občasno živela grajska gospoda. Sin Arnolda Adriaana, Janez Viljem Adriaan, ki je leta 1733 dobil status cesarskega grofa z neomejeno dediščino, je živel le na haaškem gradu, medtem ko je njegov sin Frans Arnold Adriaan živel na gradu Hoensbroek. V času teh dveh grajskih gospodov je prišlo do novogradnje severozahodnega trakta in desnega sprednjega stolpa. Sin Fransa Arnolda Adriaana Lotar Frans Viljem je bil zadnji gospodar Hoensbroeka. Tam je leta 1796 umrl.

### Zgodovina uporabe
Več stoletij je bil grad sedež družine Hoen (pozneje imenovane Hoensbroech). V 18. stoletju, ko družina Hoensbroech ni več stalno živela v gradu, so gospodarska poslopja v prvem zunanjem oboru oddali v najem. Po smrti Lotarja Fransa leta 1796 je bila graščina večinoma prazna, v nekaj prostorih je začasno stanoval le upravnik.
V naslednjem stoletju je grad propadal. Vzdrževalna dela so se izvajala do leta 1843, potem pa v arhivu upravnika gospostva ni več računov za ta dela. Nekdanji župan Hoensbroeksa je leta 1860 poročal, da je bil grad zelo poškodovan. Leta 1899 se je porušil zadnji del južnega vogalnega stolpa. Leta 1925 je notranje dvorišče močno prizadel požar. Tla v notranjosti gradu so se delno porušila.
V začetku 20. stoletja je takratni graščak grof Franc Lotar poskušal grad javno dražiti, kar je bilo povezano z željo po njegovi obnovi. Vendar ni našel kupca. Končno je župnik Hoensbroek Röselaers ustanovil združenje Ave Rex Christe, ki je kupilo grad za 65.000 guldnov z namenom, da zagotovi njegovo ohranitev. Društvo je dalo v letih od 1930 do 1943 pod vodstvom državnega spomeniškovarstvenega urada večji del obnoviti grad in gospodarska poslopja.
Od leta 1943 do 1946 so bili pod vodstvom Kongregacije sester Ubogega Deteta Jezusa v gradu nastanjeni rejenci iz doma v Velsnu na severu Nizozemske. Nato so leta 1946 gospodarska poslopja uporabili kot taborišče za internacijo.
Od leta 1947 so imeli celoten kompleks naslednjih 20 let v najemu družba Državni rudniki v Limburgu, ki je upravljala rudnik črnega premoga "Državni rudnik Emma" blizu Hoensbroeka.
Od leta 1951 do 1973 je v gradu živel pisatelj Bertus Aafjes. Od leta 1967 je imela grad v najemu občina Hoensbroek. Po vključitvi v Heerlen leta 1982 je mesto Heerlen postalo novi najemnik. Leta 1985 se je društvo Ave Rex Christe preoblikovalo v fundacijo, ki je še naprej lastnica gradu.

## Današnja uporaba
Potem ko je mesto Heerlen najelo grad, je od leta 1986 do 1989 potekala še ena obnova. Od takrat je grad odprt za javnost kot občinski muzej. Obiščete ga lahko z vodnikom ali brez njega. Vstop je brezplačen dvakrat letno, aprila na Muzejskem vikendu in septembra.
Ogled vodi skozi več kot 40 zgodovinsko opremljenih sob. V nekaterih prostorih figure v naravni velikosti prikazujejo prizore iz grajskega življenja. Delavnice so: sabljanje, lokostrelstvo in lov s sokoli. Obstajajo posebni dogodki  in otroške zabave  za otroke, kot so npr. lov na zaklad po gradu ali iskanje grajskega zmaja.

## Spletne povezave
- Uradna spletna stran (nemščina, nizozemščina)
- na Nederlandse Middeleeuwse Kastelen (nizozemščina, z       )
- Grad Hoensbroek V: castles.nl (angleščina)